# Drupi
Giampiero Anelli, dit Drupi, né le 10 août 1947 à Pavie, en Italie est un chanteur, auteur et compositeur italien.

## Biographie
Son nom de scène est une référence au personnage Droopy de Tex Avery .
Son premier 45 tours chez Ariston Records contient les chansons Che ti costa et Plenilunio d'agosto (avec une citation musicale de Beethoven). Il est alors le leader du groupe Le Calamite (Les Aimants) .
En 1972, alors chez Dischi Ricordi, il prend son nom de scène de Droopy. Il participe au Festival de Sanremo de 1973, avec Vado via d'Enrico Riccardi et Luigi Albertelli.
En 1974, il interprète la chanson du film de Philippe Labro : Le hasard et la violence. Cette chanson sera l'unique titre de sa carrière interprétée en français.
Il obtient  de nombreux succès comme interprète en Europe et sur les marchés de langue espagnole: Sereno è (1974), Piccola e fragile, Due (avec lequel il remporte le Festivalbar de 1975), Sambariò (Festival de Sanremo 1976). En 1978, il crée la chanson Paese, qui deviendra le générique de fin de l'inoxydable émission télé dominicale italienne Domenica in.
En 1979, il interprète, en compagnie de la chanteuse tchèque Hana Zagorová, la partie italienne de la chanson Setkání (« Réunion »), qui connaîtra un immense succès en République tchèque.
En 1982, il est troisième du Festival de Sanremo avec Soli, écrite avec les New Trolls
En 1984, Regalami un sorriso présenté également au Festival de Sanremo.
A Sanremo, il présente aussi Fammi volare (1985), Era bella davvero (1988), Un uomo in più (1992) et Voglio una donna (1995), cette dernière produite par Toto Cutugno.

## Discographie

### Albums
- 1973 - Vado via (Dischi Ricordi)
- 1974 - Rimani
- 1974 - Sereno è... (Dischi Ricordi)
- 1975 - Due (Dischi Ricordi)
- 1975 - Piccola e fragile
- 1976 - Drupi
- 1976 - Sambariò
- 1976 - Bella bellissima
- 1977 - Di solito la gente mi chiama Drupi
- 1978 - Provincia (Real Music, RM 18000)
- 1979 - E grido e vivo e amo
- 1981 - Drupi
- 1983 - Canta
- 1984 - Regalami un sorriso
- 1985 - Un passo (WEA)
- 1988 - Era bella davvero
- 1989 - Drupi
- 1990 - Avanti
- 1992 - Amica mia
- 1993 - Maiale
- 1995 - Gold
- 1995 - Voglio una donna
- 1996 - The best of Drupi
- 1997 - Bella e strega
- 2000 - Greatest hits
- 2004 - Buone notizie
- 2007 - Fuori target
- 2013 - Ho sbagliato secolo